# Columbia Falls (Montana)
Cet article concerne la municipalité du Montana. Pour la municipalité du Maine, voir Columbia Falls (Maine).
Columbia Falls est une municipalité américaine située dans le comté de Flathead au Montana. Selon le recensement de 2010, sa population est de 4 688 habitants. La municipalité s'étend alors sur une superficie de 2,05 milles carrés (5,31 km2).

## Histoire
La localité est d'abord connue sous le nom de Monaco puis Columbia, en référence au fleuve Columbia dont la Flathead South Fork, qui traverse la ville, est un affluent. Lorsqu'un bureau de poste y est ouvert à la fin du XIXe siècle, « falls » est ajouté à la fin de son nom pour éviter toute confusion avec Columbus.

## Démographie
La population de Columbia Falls est estimée à 5 241 habitants au 1er juillet 2016.
| Groupe                           | Columbia Falls | Montana | États-Unis |
| -------------------------------- | -------------- | ------- | ---------- |
| Blancs                           | 95,9           | 89,2    | 76,9       |
| Amérindiens                      | 2,8            | 6,6     | 1,3        |
| Métis                            | 0,8            | 2,7     | 2,6        |
| Asiatiques                       | 0,2            | 0,8     | 5,7        |
|                                  |                |         |            |
| Hispaniques et Latino-Américains | 1,5            | 3,6     | 17,8       |

Le revenu par habitant était en moyenne de 22 150 dollars par an entre 2012 et 2016, inférieur à la moyenne du Montana (27 309 dollars) et à la moyenne nationale (29 829 dollars). Sur cette même période, 12,3 % des habitants de Columbia Falls vivaient sous le seuil de pauvreté (contre 13,3 % dans l'État et 12,7 % à l'échelle des États-Unis).